# Linaria macroura
Linaria macroura är en grobladsväxtart som först beskrevs av Friedrich August Marschall von Bieberstein, och fick sitt nu gällande namn av Friedrich August Marschall von Bieberstein. Linaria macroura ingår i släktet sporrar, och familjen grobladsväxter. Inga underarter finns listade i Catalogue of Life.